# Vicente Guerrero, Nayarit
Vicente Guerrero är en ort i Mexiko.   Den ligger i kommunen Rosamorada och delstaten Nayarit, i den centrala delen av landet, 700 km väster om huvudstaden Mexico City. Vicente Guerrero ligger 7 meter över havet och antalet invånare är 630.
Terrängen runt Vicente Guerrero är mycket platt. Runt Vicente Guerrero är det ganska tätbefolkat, med 134 invånare per kvadratkilometer. Närmaste större samhälle är Palma Grande, 1,5 km sydväst om Vicente Guerrero. Trakten runt Vicente Guerrero består till största delen av jordbruksmark.